# Willemstunnel
De Willemstunnel is een tunnel voor het gemotoriseerde wegverkeer in het centrum van de Nederlandse stad Arnhem en is in het jaar 2000 gebouwd. De tunnel is gebouwd nadat plannen uitgewerkt werden van het plan Arnhem Centraal. Dit voorzag er onder andere in dat het verkeer in de ring om het centrum van Arnhem eenrichtingsverkeer werd. De tunnel is dan ook maar in 1 richting. In het midden is een ondergrondse splitsing met toegang tot de parkeergarage van station Arnhem Centraal. De totale tunnellengte bedraagt ongeveer 400 meter waarvan 100 meter overdekt. De tunnel begint bij het Willemsplein, gaat onder het Nieuwe Plein door en komt bij de Roermondsplein uit. De tunnel komt regelmatig in het regionale nieuws vanwege ongelukken.

## Foto's

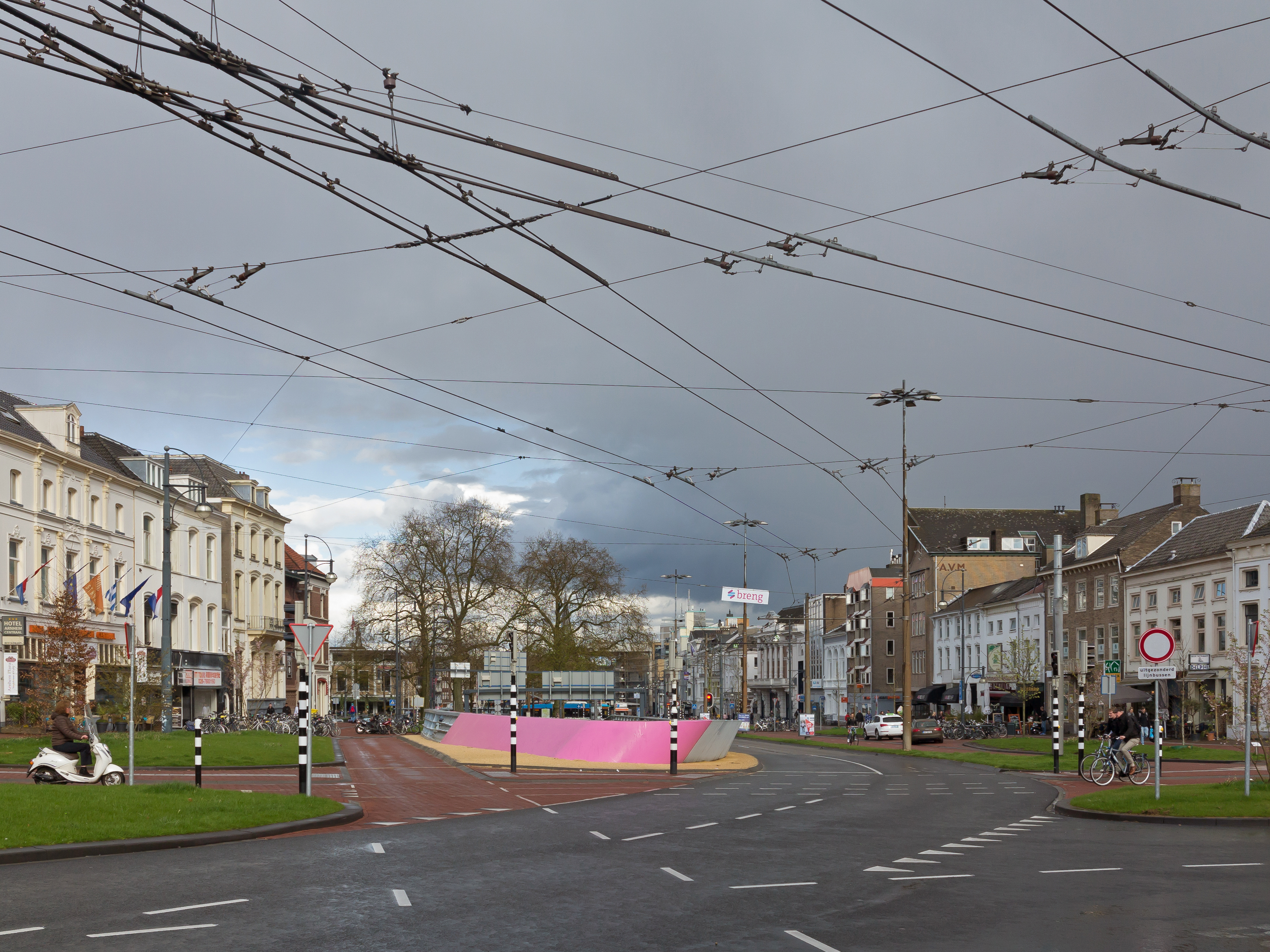
Op de Willemstunnel (zicht naar Willemsplein)
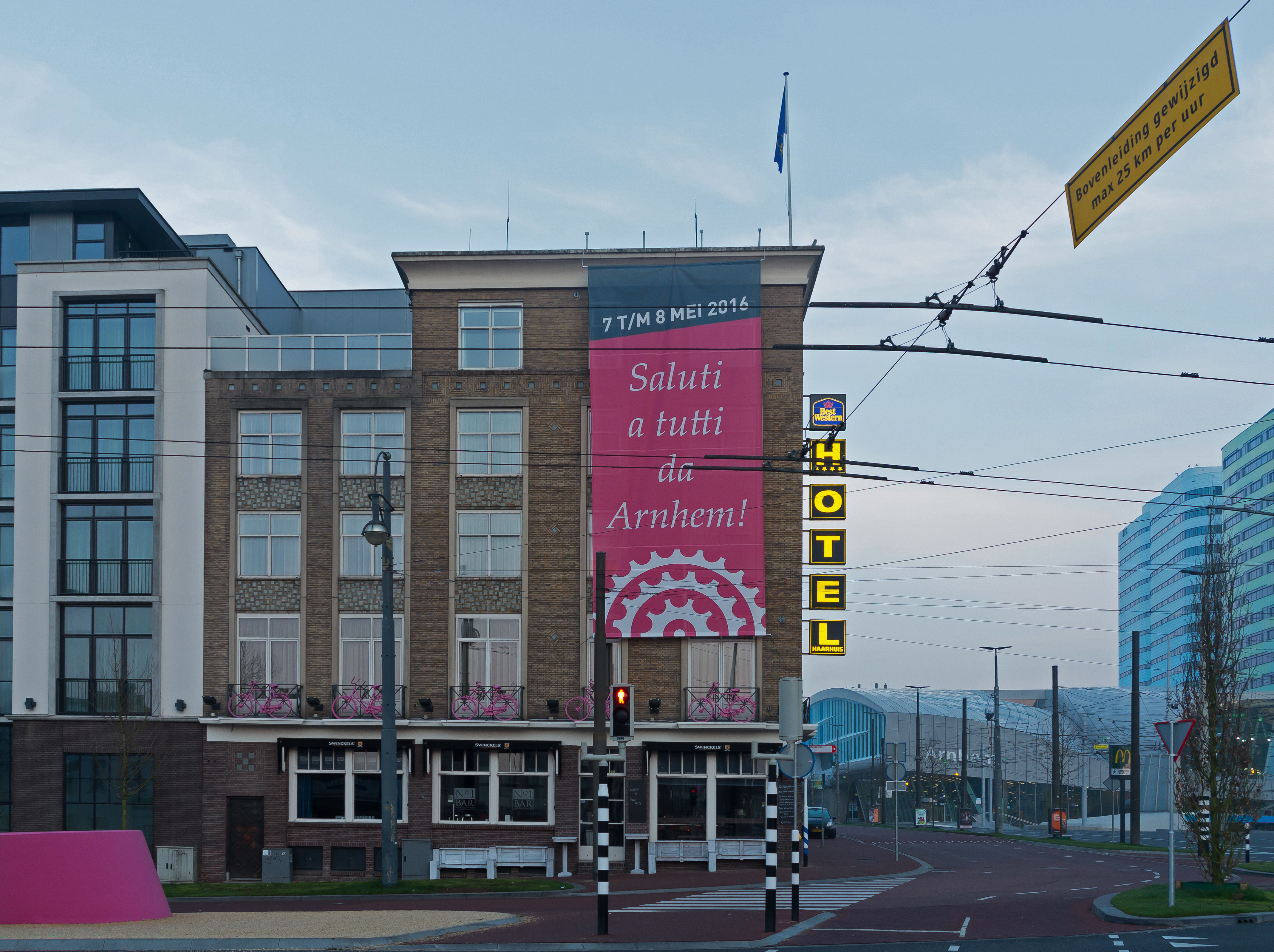
Op de Willemstunnel (zicht naar Hotel Haarhuis)
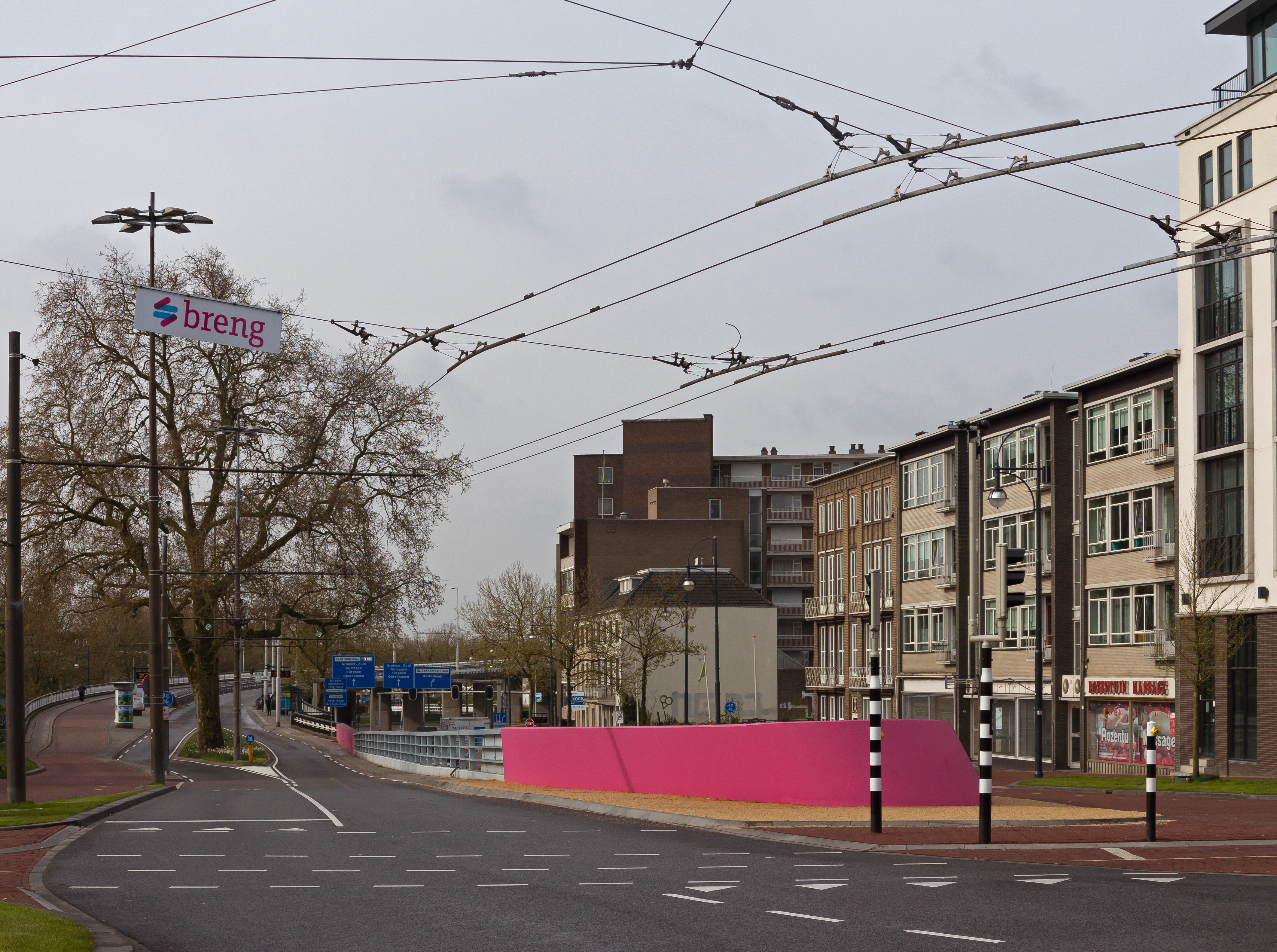
Op de Willemstunnel (zicht naar Nelson Mandelabrug)